# The Symbolic Species
The Symbolic Species é uma obra teórica escrita pelo linguista e antropólogo Terrence Deacon e publicado em 1997. Combinando perspectivas da neurologia, da teoria evolucionista e da linguística, Deacon argumenta que a linguagem, juntamente com o pensamento humano simbólico, coevolui com o cérebro. É considerada obra pioneira no tratamento inter-relacional entre a cognição evolutiva e a semiótica.
O dilema d'o ovo ou a galinha é equiparado por Deacon para questionar a existência do pensamento simbólico e da linguagem. Para a resolução deste problema, o autor discorre acerca do sutil processo da coevolução.